# Samaran (Tambelangan)
Samaran is een bestuurslaag in het regentschap Sampang van de provincie Oost-Java, Indonesië. Samaran telt 3923 inwoners (volkstelling 2010).